# Kesselspitz
La Kesselspitz (ou Kesselspitze) est une montagne culminant à 2 283 ou 2 284 m d'altitude dans les Alpes d'Allgäu.

## Géographie
Il se situe à la frontière entre l'Allemagne et l'Autriche, dans la vallée de l'Ostrach. Le chemin du Rauhhorn se termine au nord après avoir passé le Glasfelderkopf et la Kesselspitz. Au sud, un col conduit au Hochvogel.